# Jan Świderski (aktor)
Jan Świderski (ur. 14 stycznia 1916 w Chmielińcu, zm. 18 października 1988 w Warszawie) – polski aktor teatralny, filmowy i telewizyjny, reżyser teatralny, pedagog.

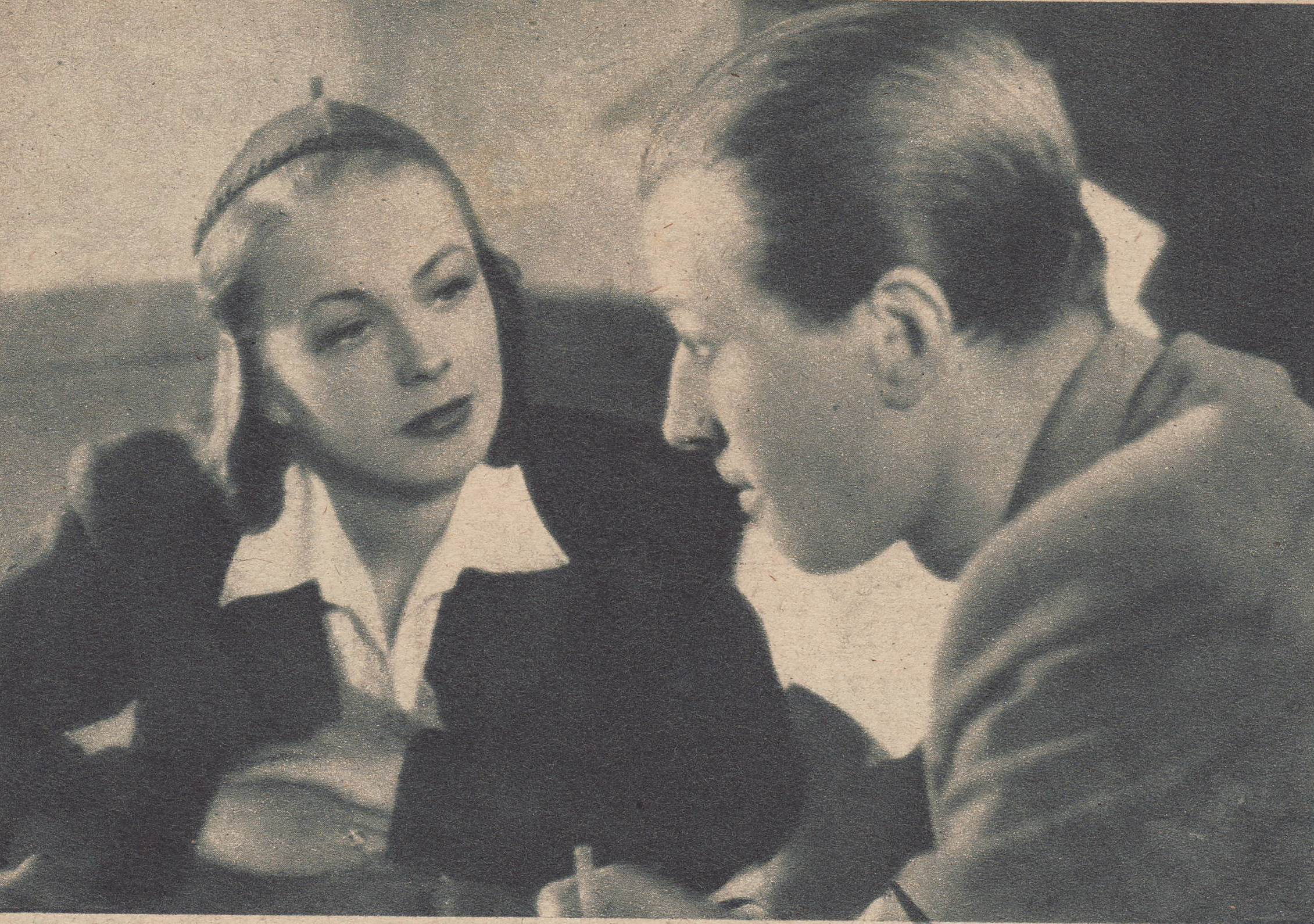
Danuta Szaflarska i Jan Świderski w filmie Zakazane piosenki

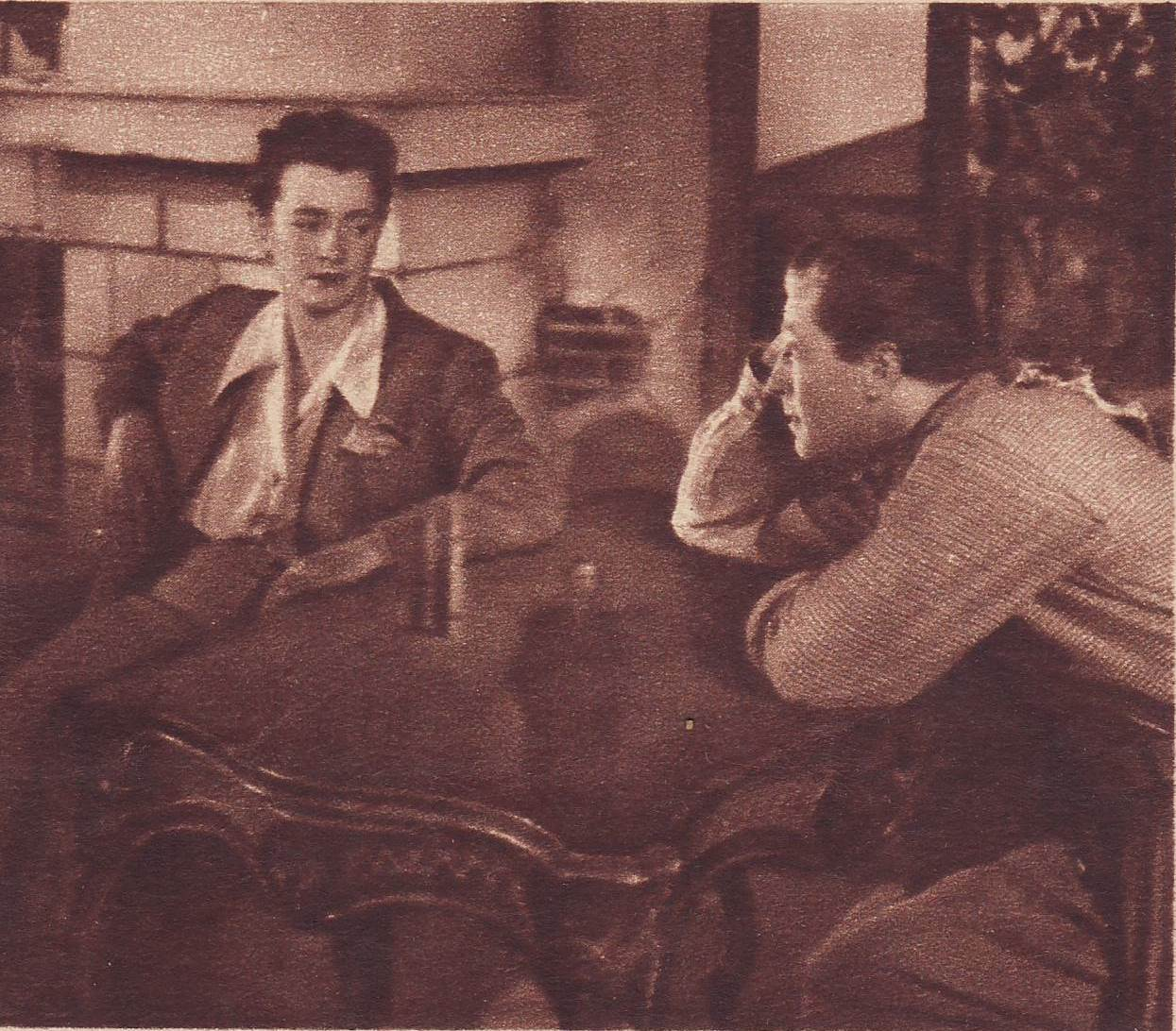
Władysława Nawrocka i Jan Świderski w sztuce "Stary Dworek" Adama Ważyka w 1946 roku. Teatr T.U.R. w Łodzi

## Życiorys
Urodził się w rodzinie Wojciecha Zdzisława (1880–1935) i Janiny Felicji z Maciejewskich (1884–1963). Miał siostrę Marię Krystynę (1911–1989) po mężu Łękawską. Mieszkał i wychowywał się w Józefowie, gdzie jego ojciec był pracownikiem cukrowni. Uczęszczał do Prywatnej Szkoły Powszechnej Towarzystwa Szkoły Mazowieckiej przy ul. Klonowej 16 w Warszawie, a następnie do Gimnazjum Państwowego im. Adama Mickiewicza, gdzie zdał maturę. Początkowo pod naciskiem ojca w 1935 zaczął studiować prawo na Uniwersytecie Warszawskim. W 1938 ukończył jednak Wydział Sztuki Aktorskiej Państwowego Instytutu Sztuki Teatralnej w Warszawie, a w 1948 Wydział Reżyserski Państwowej Wyższej Szkoły Teatralnej w Łodzi. Zadebiutował w Teatrze Polskim w Poznaniu, gdzie grał jeden sezon.
W czasie II wojny światowej prowadził z Lidią Zamkow konspiracyjny teatrzyk w Krakowie.
W pierwszych latach po wojnie występował na deskach teatrów w Białymstoku (1944), Lublinie (1944–1945), Łodzi (1945–1949), a od sezonu 1949/1950 do śmierci – w teatrach warszawskich: Polskim (1949–1955), Domu Wojska Polskiego, Dramatycznym (1955–1966) i Ateneum (1966–1988). W latach 1961–1966 był dyrektorem i kierownikiem artystycznym Teatru Dramatycznego w Warszawie. Od 1949 występował w słuchowiskach Teatru Polskiego Radia.
Zajmował się także reżyserią teatralną. Pedagog, wychowawca kilku pokoleń aktorskich, profesor nadzwyczajny (1949), zwyczajny (1964). Od 1948 był wykładowcą łódzkiej, a następnie warszawskiej szkoły teatralnej. W latach 1952–1963 był prorektorem Państwowej Wyższej Szkoły Teatralnej w Warszawie.
W 1950 był współzałożycielem, następnie wieloletnim członkiem Prezydium Zarządu Głównego i wiceprezesem Stowarzyszenia Polskich Artystów Teatru i Filmu (SPATiF). Od 1971 był członkiem Obywatelskiego Komitetu Odbudowy Zamku Królewskiego w Warszawie. 23 sierpnia 1980 roku dołączył do apelu 64 uczonych, pisarzy i publicystów do władz komunistycznych o podjęcie dialogu ze strajkującymi robotnikami.
Był dwukrotnie żonaty. Pierwszą żoną była Lidia Zamkow (1918–1982), aktorka i reżyserka. Po raz drugi ożenił się z Marią Jadwigą z Wiśniewskich (1925–2011), lekarką.
Zmarł w Warszawie, pochowany na cmentarzu Wojskowym na Powązkach (kwatera A3 tuje-1-47).

## Filmografia
- Zakazane piosenki (1946) – Ryszard, ukochany Haliny
- Miasto nieujarzmione (1950) – major radziecki
- Pierwsze dni (1951) – szef bandy
- Kariera (1954) – Stanisław Karwowski
- Ósmy dzień tygodnia (1958) – dziennikarz
- Dom bez okien (1962) – iluzjonista Kleberg
- Troje i las (1962) – gajowy Stanisław Romczak
- Daleka jest droga (1963) – dowódca pułku
- Popioły (1965) – generał Michał Sokolnicki
- Kochankowie z Marony (1966) – Horn, kierownik szkoły
- Jak rozpętałem drugą wojnę światową (1969) – Letoux, kapitan Legii Cudzoziemskiej (cz. 2. Za bronią)
- Spirala (1978) – Henryk
- Pełnia (1979) – pastuch Teodor
- Pożegnanie cesarzy (1988) – Tomasz

## Ordery i odznaczenia
- Order Sztandaru Pracy I klasy (1964)
- Krzyż Komandorski z Gwiazdą Orderu Odrodzenia Polski (1976)
- Krzyż Oficerski Orderu Odrodzenia Polski (1959)
- Krzyż Kawalerski Orderu Odrodzenia Polski (11 lipca 1955)[6]
- Złoty Krzyż Zasługi (22 lipca 1953)[7]
- Medal 40-lecia Polski Ludowej (1984)
- Medal 30-lecia Polski Ludowej (1974)
- Medal 10-lecia Polski Ludowej (19 stycznia 1955)[8]
- Brązowy Medal „Za Zasługi dla Obronności Kraju” (1966)
- Odznaka 1000-lecia Państwa Polskiego (1967)
- Odznaka tytułu honorowego „Zasłużony dla Kultury Narodowej” (1986)
- Odznaka „Zasłużony Działacz Kultury” (1972)
- Złota Odznaka honorowa „Za Zasługi dla Warszawy” (1965)[9]
- Złota Odznaka honorowa „Zasłużony Białostocczyźnie” (1980)

## Nagrody
- Państwowa Nagroda Artystyczna III stopnia (zespołową) w dziale teatru za rolę Majora w sztuce Sprawa Pawła Eszteraga Sandora Gergelyego w Państwowym Teatrze Kameralnym w Warszawie (1950)[10]
- Nagroda Państwowa III stopnia za wybitne osiągnięcia aktorskie (1953)
- Nagroda Państwowa I stopnia za całokształt osiągnięć w teatrze, filmie i telewizji (dwukrotnie: 1961, 1964)
- Nagroda Komitetu do Spraw Radia i Telewizji za rolę Pacały w spektaklu telewizyjnym Ucieczka z Betlejemu Edmunda Niziurskiego i Burmistrza w słuchowisku radiowym Towarzysz N Jerzego Krzysztonia (1965)
- „Złoty Ekran” (dwukrotnie: 1965, 1966)
- Nagroda Komitetu do Spraw Radia i Telewizji za kreację aktorską w spektaklu Teatru Telewizji Mazepa (1968)
- Nagroda Miasta Stołecznego Warszawy za wybitne osiągnięcia w dziedzinie upowszechniania kultury (1971)
- Nagroda Komitetu do Spraw Radia i Telewizji za wybitne kreacje aktorskie w Teatrze Telewizji oraz Teatrze Polskiego Radia (1972)
- Nagroda Ministra Kultury i Sztuki I stopnia w dziedzinie teatru za całokształt twórczości aktorskiej i reżyserskiej (1973)
- Nagroda na I Festiwalu Słuchowisk Radiowych za kreację aktorską w słuchowisku Radio na podstawie opowiadania Ireneusza Iredyńskiego (1974)
- Nagroda Państwowa I stopnia za wybitne kreacje aktorskie i działalność reżyserską w latach 1974–1975 (1976)
- Nagroda Przewodniczącego Komitetu do Spraw Radia i Telewizji I stopnia za osiągnięcia artystyczne w programach Polskiego Radia i Telewizji Polskiej (1978)
- Nagroda na II Festiwalu Filmów i Widowisk Telewizyjnych w Olsztynie za rolę Ojca w spektaklu Teatru Telewizji Niespodzianka na podstawie sztuki Karola Huberta Rostworowskiego (1978)
- Nagroda na XXIV Festiwalu Polskich Sztuk Współczesnych we Wrocławiu za rolę Profesora Sonnenbrucha w spektaklu Niemcy Leona Kruczkowskiego w Teatrze na Woli w Warszawie (1984)
- nagroda na XIII Przemyskiej Wiośnie Teatralnej w Przemyślu za najwybitniejszą kreację aktorską - rolę Profesora Sonnenbrucha w Niemcach Leona Kruczkowskiego w Teatrze na Woli w Warszawie (1985)
- Nagroda Przewodniczącego Komitetu do Spraw Radia i Telewizji za wybitną kreację aktorską - rolę Kapitana Nuta w Żeglarzu Jerzego Szaniawskiego w Teatrze Telewizji (1987)